# Jared Lewis
Jared Lewis (ur. 8 marca lub 9 maja 1982 w Kingstown) – lekkoatleta z wysp Saint Vincent i Grenadyny, sprinter, którego specjalizacją jest bieg na 100 metrów. Jego rekord życiowy na tym dystansie wynosi 10,49 s. Uczestniczył w igrzyskach olimpijskich w Pekinie, w ich trakcie wziął udział w konkursie biegu na 100 metrów, który zakończył na eliminacjach – ten dystans pokonał w 11,00 s i zajął przedostatnie siódme miejsce. Ogółem został sklasyfikowany na 63. pozycji.

## Rekordy życiowe
| Dystans       | Wynik (s) | Miejsce   | Data             |
| ------------- | --------- | --------- | ---------------- |
| bieg na 60 m  | 6,72      | Manhattan | 3 marca 2006     |
| bieg na 100 m | 10,49     | Vincennes | 30 kwietnia 2005 |
| bieg na 200 m | 20,90     | Lincoln   | 12 maja 2007     |